# SN 2006cs
SN 2006cs – supernowa typu Ia odkryta 3 czerwca 2006 roku w galaktyce M+06-30-79. W momencie odkrycia miała maksymalną jasność 17,80m.